# Heuschreckenastrild
Der Heuschreckenastrild (Paludipasser locustella, Syn.: Ortygospiza locustella) ist die einzige Art der Gattung Heuschreckenastrilde (Paludipasser) aus der Familie der Prachtfinken.

## Erscheinungsbild
Ungewöhnlich für Prachtfinken, zeigt der Heuschreckenastrild einen ausgeprägten Geschlechtsdimorphismus: Schnabel, Gesicht, Kinn, Kehle und die Halsseiten sind von einem leuchtenden Rot, während das restliche Körpergefieder eine dunkelbraune bis schwarze Färbung zeigt. Beim Weibchen dagegen fehlt diese rote Körperfärbung weitgehend. Kehle und Brust sind hier fahlbraun.

## Verbreitungsgebiet
Der Heuschreckenastrild besiedelt in zwei Unterarten einige sehr weit auseinanderliegende Regionen des afrikanischen Kontinents südlich der Sahara. Dazu zählen neben kleinen Verbreitungsgebieten im westlichen Angola, im Norden der Demokratischen Republik Kongo und dem angrenzenden südwestlichen Sudan auch eine Region am Mittellauf des Kongo. Ein sehr großes Verbreitungsgebiet reicht vom Süden Tansanias und vom Westen Mosambiks bis zum südöstlichen Simbabwe bis in den Süden der Demokratischen Republik Kongo.

## Lebensraum
Ähnlich wie der Wachtelastrild bevorzugen auch Heuschreckenastrilde baumlose Regionen, die sich durch einen feuchteren Kurzgrasbestand und Sandboden auszeichnen. Werden sie aufgeschreckt, suchen sie Verstecke vor allem im nächsten Grasdickicht. Auch ihr kugelförmiges Nest errichtet diese Art in oder unter Grasbüscheln.

## Systematik
Die systematische Gattungseinordnung des Heuschreckenastrilds ist immer noch strittig. Häufig wird er gemeinsam mit dem Wachtelastrild der Gattung der Wachtelastrilde (Ortygospiza) zugeordnet. Zwischen diesen zwei Arten bestehen unstrittig bestimmte verwandtschaftliche Beziehungen. Aufgrund der gleichfalls bestehenden Verwandtschaft zu Goldbrüstchen, Tigerastrild und Olivgrünem Astrild wird er jedoch auch einer eigenen Gattung zugeordnet. Dieser Zuordnung folgt auch dieser Artikel.

## Heuschreckenastrild und Ziervogelhaltung
Innerhalb der Prachtfinkenarten zählt der Heuschreckenastrild zu den nur selten gehaltenen Vögeln. Er ist ein ausgesprochener Nahrungsspezialist, der nur sehr feine Grassamen frisst.

## Belege

### Einzelbelege
1. ↑   Clemens et al., S. 3834
2. ↑  Avibase-Eintrag Heuschreckenastrild (Ortygospiza locustella) (Neave, 1909) (Memento des Originals vom 30. September 2007 im Internet Archive)  Info: Der Archivlink wurde automatisch eingesetzt und noch nicht geprüft. Bitte prüfe Original- und Archivlink gemäß Anleitung und entferne dann diesen Hinweis.
3. ↑   Nicolai et al., S. 309